# Jakudosi

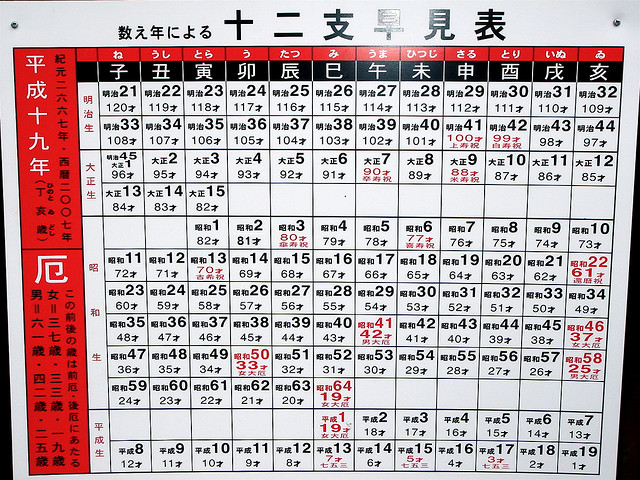
Jakudosi táblázat

A Jakudosi (厄年) szerencsétlennek vélt évek összessége, a japán hiedelmek egyike szerint. Ez a szokás a mindennapok része Japánban, ami 2000 éves történetre tekint vissza. Annak ellenére, hogy ennek a hiedelemnek a tudományossága erősen vitatható, a mai napig elterjedt hiedelem Japánban.

## Története
Úgy vélik, hogy az Onmjódóból eredeztethető, ugyanakkor nincsenek erről pontos források. Az úgynevezett jakudosi évek eltérhetnek bizonyos források alapján. Például a Heian-kori Irohadzsiruisó (色葉字類抄) szerint, a 13, 25, 37, 49, 61, 73, 85 valamint 97. életévek mondhatóak szerencsétlennek. Ezzel szemben, egy későbbi feljegyzés, a Kamakura-kori Súgaisó (拾芥抄) alapján, a 13, 25, 37, 49, 61, 73, 99 életévek jakudosi évek. A 16. századi Kanei (寛永) szerint, pedig a 13, 25, 37, 49, 61, 85 és 99. év szerencsétlen év. Végül pedig a buddhista tanítások szerint, a 7, 13, 33, 37, 42, 49, 52, 61, 73, 85, 97, 105. életévek mondhatók szerencsétlennek.
Egyes teóriák szerint, a Jin-jang komoly szerepet játszik ezen hiedelem létrejöttében, ugyanis úgy vélik, hogy ahhoz, hogy megtapasztalhassuk a szerencsés évünket, az ellenkezőjét is át kell élnünk. Egy másik elképzelés szerint, bizonyos szavak azonos hangázásához vezethető vissza a babona eredete. Például: 42 -> 4 2 -> Si Ni -> Halál.

## Összefoglaló
A szerencsétlen évek nőknél és férfiaknál eltérnek. A hagyományok szerint a férfiaknál a 25, 42 és 61. év szerencsétlen, nőknél pedig a 19, 33 és 37. életév. Általánosságban véve, a férfiaknak a 42. nőknek a 33. életév a legszerencsétlenebbnek mondott a hiedelem szerint. Japánban úgy vélik, hogy az emberek ezekben a bizonyos életévekben komoly szerencsétlenségekkel nézhetnek szembe, ebből adódóan sokan úgy gondolják, hogy ezek az évek nagy előkészületeket igényelnek.
Az úgynevezett jakudosi évhez hozzátartozik egy plusz szerencsétlennek mondott időszak. Ezt az adott személy jakudosi évének vélt első napjától, a születésnapjának éjféli órájáig számítják. A szerencsétlen év előtti, illetve utáni év gyakran szintén szerencsétlennek mondott évnek számítanak. Azt az évet ami megelőzi a jakudosi évet, maejakunak (前厄) nevezzük.
Január 18-19-én évente megrendezésre kerül egy fesztivál a Hacsiman szentélyekben. Ezalatt a két nap alatt, azok az emberek, akik a maejaku vagy jakudoshi évük előtt állnak, egy harae rituálén vesznek részt, amit jakubarainak (厄払い) nevezünk.  A szertartás alatt egy pap elszaval egy imát miközben haraegusit lenget az adott személy feje fölött, hogy ezzel elhessegesse a szerencsétlenséget okozó szellemeket. Ilyenkor szintén szokás bizonyos tárgyak megvásárlása otthonra, vagy gyakran magukkal hordják védelem nyújtás érdekében.

## Fordítás
- Ez a szócikk részben vagy egészben  a   Yakudoshi című angol Wikipédia-szócikk ezen változatának fordításán alapul.  Az eredeti cikk szerkesztőit annak laptörténete sorolja fel. Ez a jelzés csupán a megfogalmazás eredetét és a szerzői jogokat jelzi, nem szolgál a cikkben szereplő információk forrásmegjelöléseként.